# Sam Riley
Samuel Peter W. Riley (Menston, West Yorkshire; 8 de enero de 1980) es un actor inglés.

## Biografía

### Primeros años
Sam Riley nació en el pueblo de Menston el 8 de enero de 1980. A pesar de provenir de una familia de clase trabajadora, realizó sus estudios secundarios en Uppingham School, una escuela privada en Rutland. Comenzó a interesarse por la interpretación desde adolescente, después de estar dos semanas en el National Youth Theatre. No tiene, sin embargo, una educación formal: se presentó a la London Academy of Music and Dramatic Art y a la Royal Academy of Dramatic Arts, pero no ingresó. Durante un breve tiempo, formó parte del grupo de rock 10,000 Things.

### Carrera
Su primer papel importante fue el de Ian Curtis en Control (2007), película biográfica sobre el cantante de la banda post-punk Joy Division. Por este trabajo fue nominado a diversos premios, entre ellos el de Mejor Actor en los festivales de cine de Edimburgo y Bratislava, y recibió el de Most Promising Newcomer en los British Independent Film Awards.
En 2002 había interpretado al líder de The Fall, Mark E. Smith, en la película 24 Hour Party People, dirigida por Michael Winterbottom, pero sus escenas fueron omitidas en la versión definitiva de la película.
En 2012 protagonizó, junto a Kristen Stewart y Garrett Hedlund, la película En el camino, dirigida por Walter Salles y basada en la novela homónima de Jack Kerouac.
En 2014 trabajó en Maléfica.
En 2017 protagonizó la serie SS-GB.

## Vida privada
Está casado con la actriz alemana Alexandra Maria Lara, a quien conoció en el set de Control. El matrimonio vive con su hijo en Berlín.
Riley también ha realizado trabajos como modelo. En 2008, protagonizó la campaña otoño/invierno de Burberry y, en 2014, la de Ermenegildo Zegna.

## Filmografía
- 2002: Tough Love (telefilme)[3]
- 2002: Lenny Blue (telefilme)[3]
- 2002: Sound (telefilme)[3]
- 2007: Control: Ian Curtis
- 2008: Franklyn: Milo
- 2010: 13: Vince Ferro
- 2010: Brighton Rock: Pinkie
- 2011: Rubbeldiekatz: Wagenmeister
- 2012: En el camino: Sal Paradise
- 2012: Byzantium: Darvell
- 2014: El valle oscuro: Greider
- 2014: Maléfica: Diaval
- 2015: Suite Française: General Bonne
- 2016: Orgullo, prejuicio y zombis: Mr Darcy
- 2016: Free Fire: Stevo
- 2017: SS-GB: Douglas Archer
- 2019 Maléfica 2 - Dueña Del Mal
- 2020: Radioactive: Pierre Curie[12]
- 2021: Way Down: James
- 2024: Widow Clicquot: TBA[13]